# 五帶鸚嘴魚
五帶鸚嘴魚（学名：Scarus venosus），又名鸚嘴鸚哥魚、棕吻鸚嘴魚、帶尾鸚嘴魚，俗名鸚哥、青衫（雄）、蠔魚（雌），為輻鰭魚綱鱸形目隆頭魚亞目鸚哥魚科的其中一種。

## 分布
本魚分布於印度太平洋區，包括紅海、東非、南非、馬達加斯加、模里西斯、萊恩群島、塞席爾群島、馬爾地夫、琉球群島、越南、中國大陆沿海和台湾岛、菲律賓、馬來西亞、印尼、新幾內亞、澳洲、索羅門群島、密克羅尼西亞、馬里亞納群島、諾魯、馬紹爾群島、萬那杜、斐濟群島、帛琉、夏威夷群島、法屬玻里尼西亞等海域。

## 深度
水深2至35公尺。

## 特徵
本魚體延長而略側扁。頭部輪廓呈平滑的弧型。齒板之外表面平滑，上齒板幾被上唇所覆蓋；下齒板亦有1犬齒；每一上咽骨具1列臼齒狀之咽頭齒。開始型雌魚，體棕灰色，無任何斑紋。尾鰭處稍內凹。終端型雄魚，體藍綠色，眼後上方具二條輻射狀的綠色短斑紋，腹部具數條綠色縱紋。各鰭條外緣均是藍色斑紋。背鰭硬棘9枚、背鰭軟條10枚、臀鰭硬棘3枚、臀鰭軟條9枚。體長可達43公分，體重可達1.5公斤，壽命可達5年。

## 生態
幼魚棲居於淺的珊瑚平台區，和其他相似體色的小魚混游。成魚喜生活於離岸較遠的珊瑚礁海域或珊瑚礁區間的硬底質區。成魚夜間睡覺前會分泌黏液繭來包圍自己。

## 經濟利用
食用魚類，而食用時多用清蒸，或溫火鹽烤。另外可作觀賞魚。